# Boerhavia schinzii
Boerhavia schinzii är en underblomsväxtart som beskrevs av Anton Heimerl och Schinz. Boerhavia schinzii ingår i släktet Boerhavia och familjen underblomsväxter. Inga underarter finns listade i Catalogue of Life.